# Micropterix rothenbachii
Micropterix rothenbachii is een vlinder uit de familie van de oermotten (Micropterigidae). De wetenschappelijke naam werd gepubliceerd door Heinrich Frey in 1856.

## Verspreiding en leefgebied
De soort komt voor in Europa.